# Benjamim (Tupeco)
Benjamim (nascido: Vitaly Ivanovich Tupeko, em bielorrusso: Віталь Іванавіч Тупека, translit.: Vital Ivanavich Tupeka, em russo: Виталий Иванович Тупеко, 16 de setembro de 1968, Luninets, Brest, RSS da Bielorrússia) é Bispo da Igreja Ortodoxa Russa, Metropolita de Minsk e Zaslavski, Exarca Patriarcal de Toda a Bielorrússia, Primaz da Igreja Ortodoxa Bielorrussa, membro permanente do Santo Sínodo da Igreja Ortodoxa Russa (ex officio) desde 2020. Administrador temporário da diocese de Borisov desde 25 de agosto de 2020 e da diocese de Slutsk desde 9 de junho de 2021.